# Caproni Ca.123
Il Caproni Ca.122 era un bombardiere progettato dall'azienda italiana Aeronautica Caproni a metà degli anni trenta. Aveva struttura convenzionale, per l'epoca, con una singola ala bassa e carrello fisso.
Era prevista anche una versione da trasporto di linea (designata Ca.123), ma in entrambi i casi lo sviluppo si arrestò allo stadio di prototipo.
I motori previsti per la versione militare erano due Isotta Fraschini 12R, mentre per la versione civile erano previsti due motori radiali gemelli Gnome-Rhône 14K.

## Descrizione tecnica

### Struttura

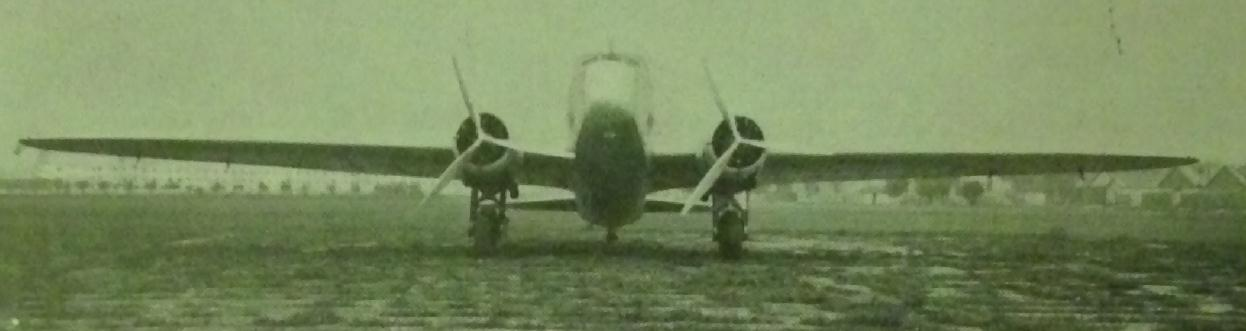
Vista anteriore

Bimotore da bombardamento e trasporto, fu costruito con struttura mista legno e metallo; la fusoliera e gli impennaggi erano in tubi metallici ricoperti in tela.
L'ala era costruita in un solo pezzo a sbalzo ed era in legno rivestita da compensato; i due motori erano disposti sul suo bordo d'attacco in modo simmetrico rispetto alla fusoliera. Era provvista di alettoni bilanciati e alettoni posteriori ventrali; il piano fisso di quota era ad incidenza regolabile in volo.
Il carrello d'atterraggio rientrava nell'ala su comando del pilota, all'interno della struttura che accoglieva i motori. Le ruote erano frenate e ammortizzate idraulicamente, il ruotino posteriore era orientabile e molleggiato elasticamente.

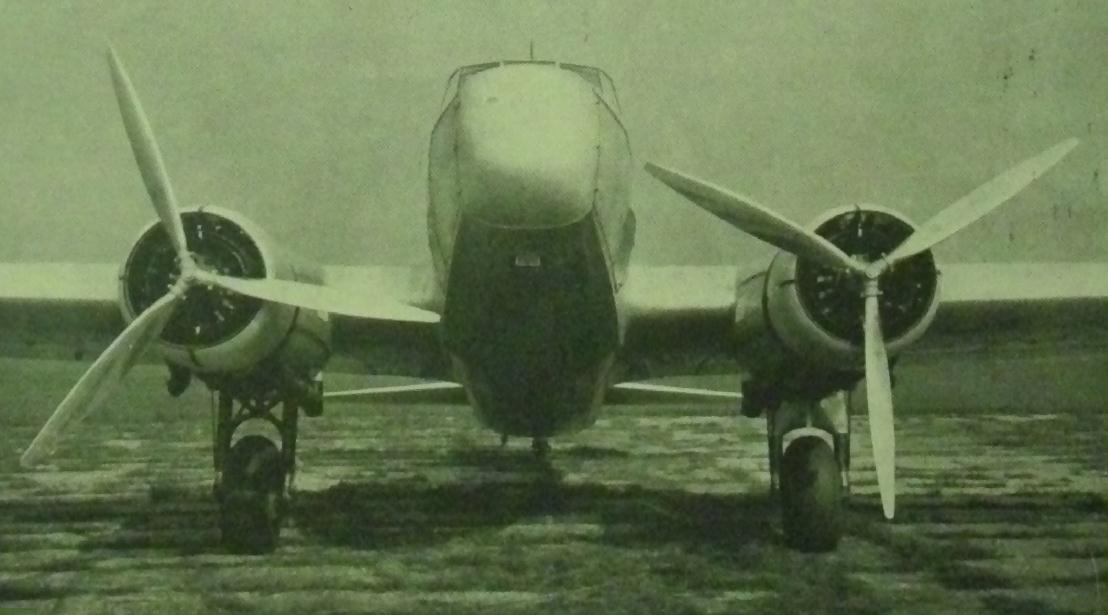
Vista anteriore particolare

La propulsione era affidata a due motori Isotta Fraschini 12R, capaci di erogare una potenza pari a 700  - 800 CV (515- kW), abbinati ad un'elica tripala a passo variabile modificabile da terra.
Il posto del pilota era in parallelo con il secondo pilota, con doppi comandi. La struttura della fusoliera consentiva lo stivaggio di materiali vari di trasporto o bombe di varie dimensioni. La versione civile, il Caproni Ca.123, consentiva nella stessa struttura di fusoliera un alloggio per 20 persone sedute, oltre ai tre membri di equipaggio: i due piloti e il radiotelegrafista.

### Motore
Il motore previsto per la versione militare era il 18 cilindri a W raffreddato ad acqua Isotta Fraschini 12R, collegato ad un'elica tripala metallica a passo variabile con regolazione da fermo a terra.

## Versioni
- Ca.123 da trasporto: la motorizzazione prevista in questo caso era costituita da due Gnome-Rhône 14K, 650 kW (870 CV). I posti a sedere erano 20 più tre membri di equipaggio.